# Protorosaurus speneri
A Protorosaurus speneri a hüllők (Reptilia) osztályának egyik perm időszakbeli fosszilis faja.
Nemének eddig az egyetlen felfedezett faja.

## Tudnivalók
A Protorosaurus speneri egy korai gyíkszerű Archosauromorpha lehetett, mely a késő perm idején, azaz 260-251 millió évvel ezelőtt élt, ott ahol manapság Németország fekszik. A brazíliai Rio Grande do Sul nevű államban levő Geopark of Paleorrota-ban is rábukkantak 3 darab csigolyájára.
1914-ben, amikor Lawrence Lambe kanadai geológus és paleontológus felfedezett egy új Ceratopsia-fajt, a Protorosaurus nevet adta neki, mely „Torosaurus előttit” jelent. Lambe később megtudta, hogy a Protorosaurus már egy másik állaté volt, emiatt átnevezte dinoszauruszát Chasmosaurusra.
A Protorosaurus speneri akár 2 méter hosszúra is megnőhetett. A karcsú testfelépítése gyíkszerű volt, hosszú nyakkal és lábakkal. Eme testfelépítés mellett, meglehet, hogy fürge mozgású volt. A kutatók feltételezik, hogy rovarokkal táplálkozhatott. Az állatot közeli rokonságba helyezik a lengyelországi kora triászban élt Czatkowiellával.

## Képek

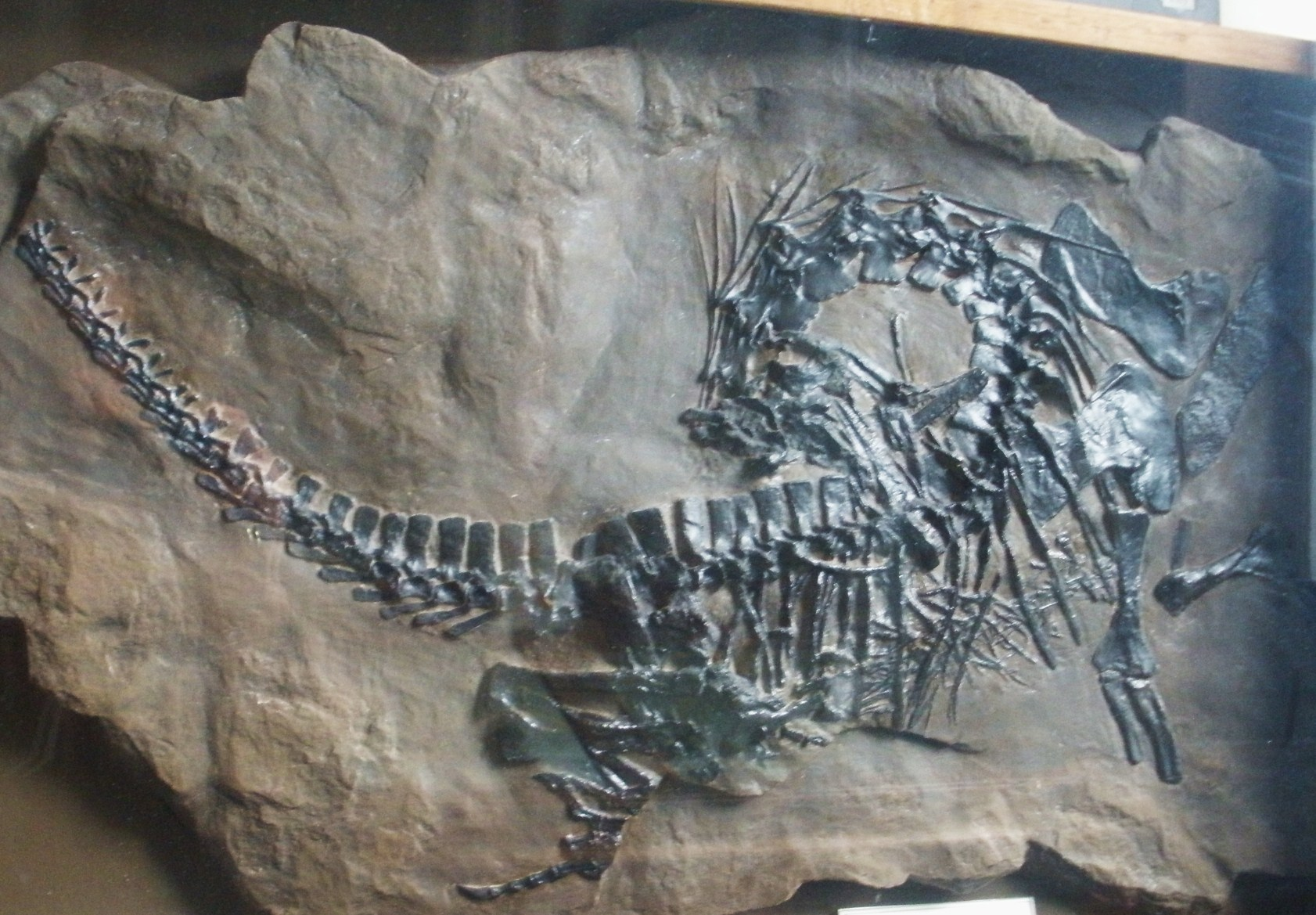
Kövületei
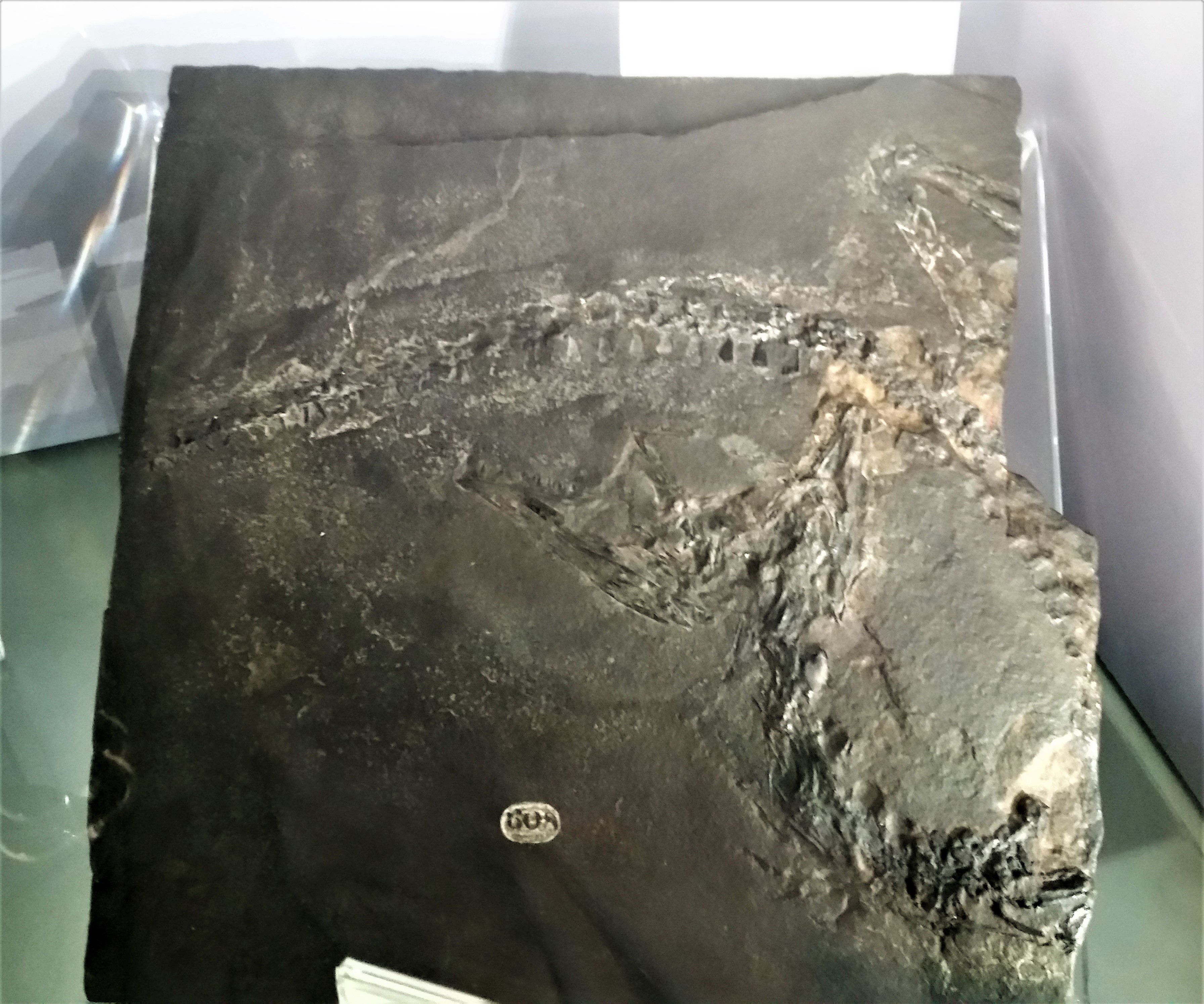
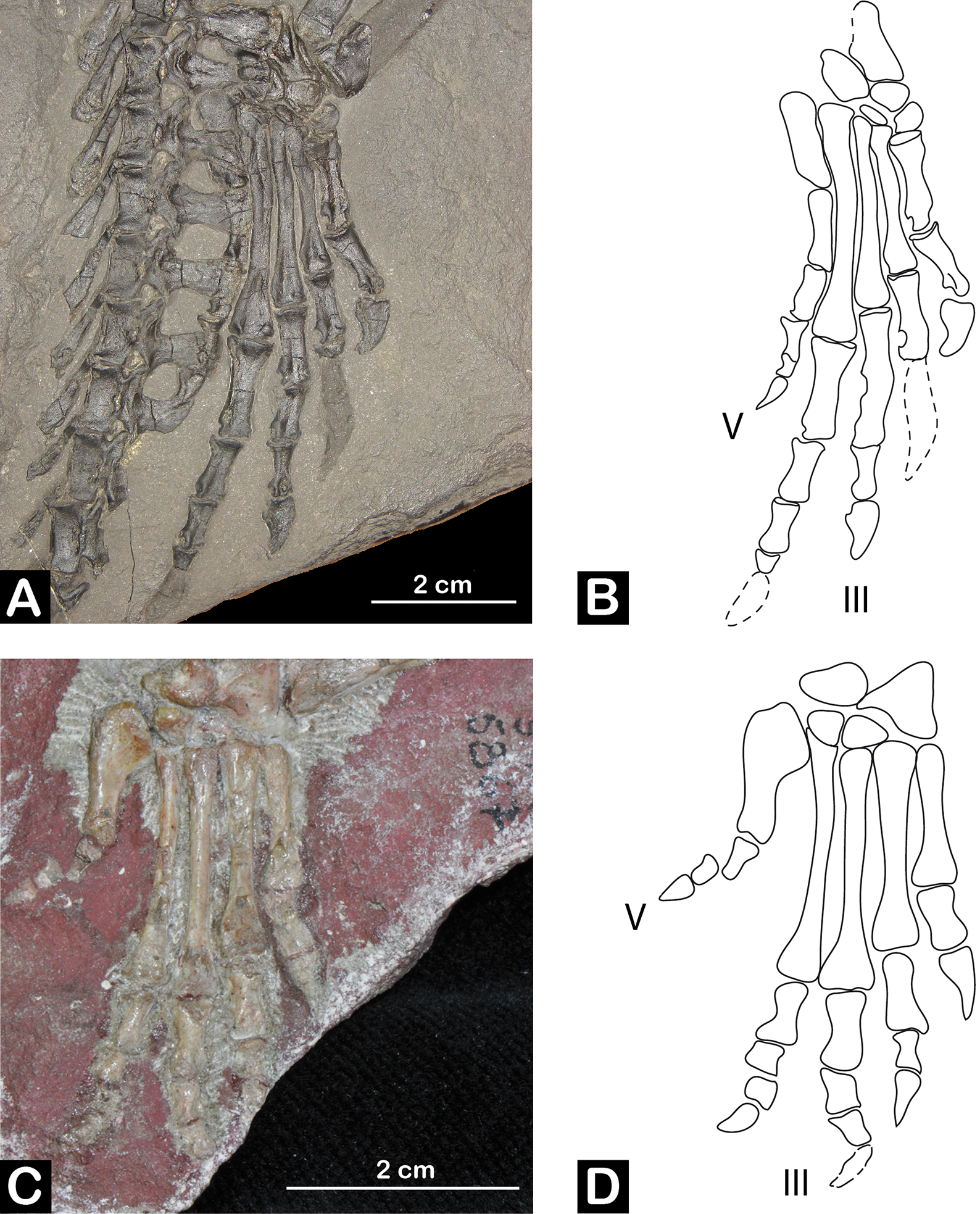
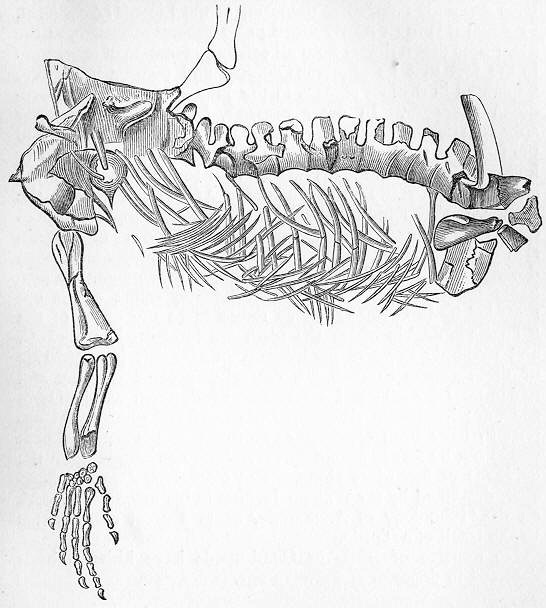
Rajz a csontjairól

## Fordítás
Ez a szócikk részben vagy egészben  a   Protorosaurus című angol Wikipédia-szócikk ezen változatának fordításán alapul.  Az eredeti cikk szerkesztőit annak laptörténete sorolja fel. Ez a jelzés csupán a megfogalmazás eredetét és a szerzői jogokat jelzi, nem szolgál a cikkben szereplő információk forrásmegjelöléseként.